# Styczeń 2004

## 3 stycznia2004
- Egipski Boeing runął po starcie do Morza Czerwonego, większość ze 148 ofiar to francuscy turyści.

## 4 stycznia2004
- Michał Saakaszwili wygrał wybory prezydenckie w Gruzji.

## 9 stycznia2004
- Rozprawa przed sądem w Santa Barbara piosenkarza Michaela Jacksona oskarżonego o molestowanie nieletnich.
- Płk Roman Polko przestał być szefem jednostki GROM. Jego następcą został płk Tadeusz Sapierzyński.

## 15 stycznia2004
- Urodziła się Grace VanderWaal, amerykańska piosenkarka.[1]

## 17 stycznia2004
- Śmierć Czesława Niemena.

## 27 stycznia2004
- Rada ministrów przyjęła Plan Hausnera.

## 29 stycznia2004
- Sejm znowelizował ustawę o godle, fladze i hymnie RP. Najważniejsza zmiana w ustawie z 1980 roku zakłada, że każdy będzie mógł mieścić godło RP w miejscu i pomieszczeniu, w którym będzie otaczać go "czcią i szacunkiem" oraz flagę dla podkreślenia wagi "uroczystości, świąt lub innych wydarzeń". Sejm zdecydował też, że 2 maja będzie Dniem Flagi RP.
- Premier Leszek Miller przebywał z jednodniową wizytą roboczą w Irlandii. Głównymi tematami rozmów w Dublinie były sprawy europejskie, w tym unijna konstytucja, oraz stosunki polsko-irlandzkie.